# Quinto Mucio Escévola (cónsul 220 a. C.)
Quinto Mucio Escévola (en latín, Quintus Mucius Scaevola) hijo de Publio fue pretor en el año 215 a. C., en el consulado de L. Postumio Albino y T. Sempronio Graco: él tuvo a Sardinia por su provincia, donde cayó enfermo.

## Carrera política
Su magistratura en Cerdeña se prolongó durante los siguientes dos años, y de nuevo por otro año: no hay ningún registro de sus operaciones en la isla. 
Este parece ser el Mucio mencionado por Pomponio, si Mucio está correctamente escrito allí. Quinto fue decemvir sacrorum, y murió en el año 209 a. C.